# 1890 في كندا
فيما يلي قوائم الأحداث التي وقعت خلال عام 1890 في كندا.

## سياسة

### تعيين في المنصب
- 1 يناير – جون أوبراين عضو الجمعية التشريعية لنيو برونزويك ‏.
- 1 يناير – ويليام شو عضو الجمعية التشريعية لنيو برونزويك ‏.
- 5 يونيو – جورج كامبل عضو برلمان مقاطعة أونتاريو.
- 5 يونيو – جيمس ريد عضو برلمان مقاطعة أونتاريو.
- 17 يونيو – أوين ميرفي عضو الجمعية الوطنية في كيبك [الإنجليزية]‏.

### انتهاء فترة المنصب
- 1 يناير – جيمس يونغ عضو الجمعية التشريعية لنيو برونزويك ‏.
- 1 يناير – لودغر فورست عضو الجمعية الوطنية في كيبك [الإنجليزية]‏.
- 20 يناير – هنري إيمرسون عضو الجمعية التشريعية لنيو برونزويك ‏.
- 26 أبريل – ويليام مورغان عضو برلمان مقاطعة أونتاريو.
- 17 يونيو – أوين ميرفي عضو الجمعية الوطنية في كيبك [الإنجليزية]‏.

## مواليد

### يناير
- 1 يناير – فرانك براون درّاج طريق كندي.
- 1 يناير – مونيكا شانون

### فبراير
- 4 فبراير – جيوفري تايلور مُجدّف كندي.
- 6 فبراير – هاري كاميرون لاعب هوكي جليد كندي.
- 7 فبراير – جوزيف جان سياسي كندي.
- 22 فبراير – إدي جيرارد لاعب هوكي جليد كندي.
- 28 فبراير – آرثر إليس سياسي كندي.

### مارس
- 3 مارس – نورمان بيثون طبيب , مبتكر طبي كندي و محب للإنسانية.
- 14 مارس – إلمر كليفتون
- 21 مارس – لويد كوك لاعب هوكي جليد كندي.
- 24 مارس – أغنيس ماكفيل سياسية كندية.

### أبريل
- 14 أبريل – رونالد دير غيليسبي
- 18 أبريل – جيمس ريني ممثل كندي.

### مايو
- 4 مايو – فرانكلين كارمايكل فنان كندي.
- 18 مايو – ريتشارد هيرن مهندس كندي.
- 26 مايو – ويليام ستانلي جنكينز
- 30 مايو – جون ستيوارت فوستر فيزيائي كندي.

### يونيو
- 11 يونيو – جيرالد غوردون بيل
- 23 يونيو – جيمس ألفوس جلان طيار بطل كندي.

### يوليو
- 12 يوليو – لورانس ماكورميك لاعب هوكي جليد كندي.
- 27 يوليو – ألبرت إيرل غودفري طيار بطل كندي.

### أغسطس
- 9 أغسطس – كارل كيندال لاعب هوكي جليد كندي.
- 21 أغسطس – بيرني موريس لاعب هوكي جليد كندي.
- 28 أغسطس – لورانس مور كوسغريف دبلوماسي كندي.

### سبتمبر
- 17 سبتمبر – تشارلز إدوين تومسون سياسي كندي.
- 17 سبتمبر – كولن كاروثرز لاعب هوكي جليد كندي.
- 23 سبتمبر – كلير فوتو فنانة كندية.

### أكتوبر
- 30 أكتوبر – آدا ماكنزي

### نوفمبر
- 14 نوفمبر – ألفرد جونسون بروكس سياسي كندي.

### ديسمبر
- 4 ديسمبر – جاك داراغ لاعب هوكي جليد كندي.
- 13 ديسمبر – ستانلي غاردنر موسيقي كندي.
- 23 ديسمبر – إيزابيلا ماري أبوت

## وفيات

### يناير
- 1 يناير – تشارلز إس. درو (مواليد 1825) سياسي أمريكي.
- 8 يناير – أميليا دوغلاس (مواليد 1812) قابلة كندية.
- 16 يناير – بنجامين روبرت ستيفنسون (مواليد 1835) سياسي كندي.
- 25 يناير – ويليام كينيدي (مواليد 1814) مستكشف كندي.

### أغسطس
- 19 ديسمبر – روبرت أغسطس سويني (مواليد 1853)

### سبتمبر
- 26 سبتمبر – جيري مور (مواليد 1855)

### أكتوبر
- 18 أكتوبر – توماس ديكسون أرشيبالد (مواليد 1813) سياسي كندي.

### نوفمبر
- 22 نوفمبر – جون بيلي فريمان (مواليد 1835) سياسي كندي.

### ديسمبر
- 19 ديسمبر – روبرت أغسطس سويني (مواليد 1853)